# Menjamel galtaespinós
El menjamel galtaespinós (Acanthagenys rufogularis) és una espècie d'ocell de la família dels melifàgids (Meliphagidae). És un menjamel de bona grandària, únic del gènere Acanthagenys Gould, 1838. És un ocell sociable i agressiu que s'observa sovint alimentant-se en grans bandades.
La seva dieta és frugívora, però també pot menjar nèctar, flors, insectes, rèptils i pollets d'altres aus. També manglars i boscos humits. Es distribueix per la major part d'Austràlia, amb excepció de Tasmània, les zones tropicals septentrionals i les costes sud-orientals.
Es tracta d'un menjamel de color gris-marró amb la gola i pit de color taronja clar. Ales grises amb vores blanques, i cua llarga amb puntes blanques. El seu bec és rosa amb la punta negra.